# New Castle (New York)
New Castle ist eine Town im Westchester County des Bundesstaats New York mit einer Einwohnerzahl von 17.569 (Stand: 2010). Sie bildet eine Vorstadt von New York City.  Es gibt zwei Weiler innerhalb der Town: Chappaqua und Millwood.

## Geschichte
New Castle wurde ursprünglich von amerikanischen Ureinwohnern bewohnt, darunter den Siwanoy, welche Angehörige des Volks der Wappinger sind. Teile von New Castle wurden ursprünglich 1640 von Nathaniel Turner von Ponas Sagamore, dem Häuptling der Siwanoy, gekauft. Im Jahr 1661 kaufte John Richbell Land, einschließlich des gesamten heutigen New Castle, von den Siwanoy. Im Jahr 1696 kaufte Caleb Heathcote dieses Stück Land von Richbells Witwe. Das heutige New Castle wurde 1736 als Teil der Town North Castle eingemeindet, die scherzhaft als „die zwei Satteltaschen“ bezeichnet wurde. Die ersten europäischen Siedler in der Gegend waren Quäker, die sich 1753 im heutigen Chappaqua niederließen und ein Versammlungshaus bauten, das noch heute in der Quaker Street steht. Die Town New Castle löste sich 1791 von North Castle.

## Demografie
Nach einer Schätzung von 2019 leben in New Castle 17.801 Menschen. Die Bevölkerung teilt sich auf in 86,7 % Weiße, 2,6 % Afroamerikaner, 8,3 % Asiaten und 2,3 % mit zwei oder mehr Ethnizitäten. Hispanics oder Latinos aller Ethnien machten 2,5 % der Bevölkerung aus. Das mittlere Haushaltseinkommen lag bei 247.090 US-Dollar und die Armutsquote bei 3,3 %.